# Unas vacaciones perfectas
Unas vacaciones perfectas (título original: A Perfect Vacation) es una película estadounidense de acción, terror y misterio de 2015, dirigida por Mark Atkins, que a su vez la escribió junto a Natalie Burn, Scott Martin, Ryan Priest y Michael Thomas Slifkin, musicalizada por Kays Al-Atrakchi y Brian Ralston, en la fotografía estuvo Mark Atkins, los protagonistas son Jason London, Robert Davi y David Keith, entre otros. El filme fue producido por 7Heaven Productions y Archstone Pictures; se estrenó el 7 de julio de 2015.

## Sinopsis
Varios individuos, que no se conocen entre sí, son llevados a una isla y perseguidos, ya que son el objetivo de un perverso plan de cosecha de órganos.